# Numismatisches Museum Athen

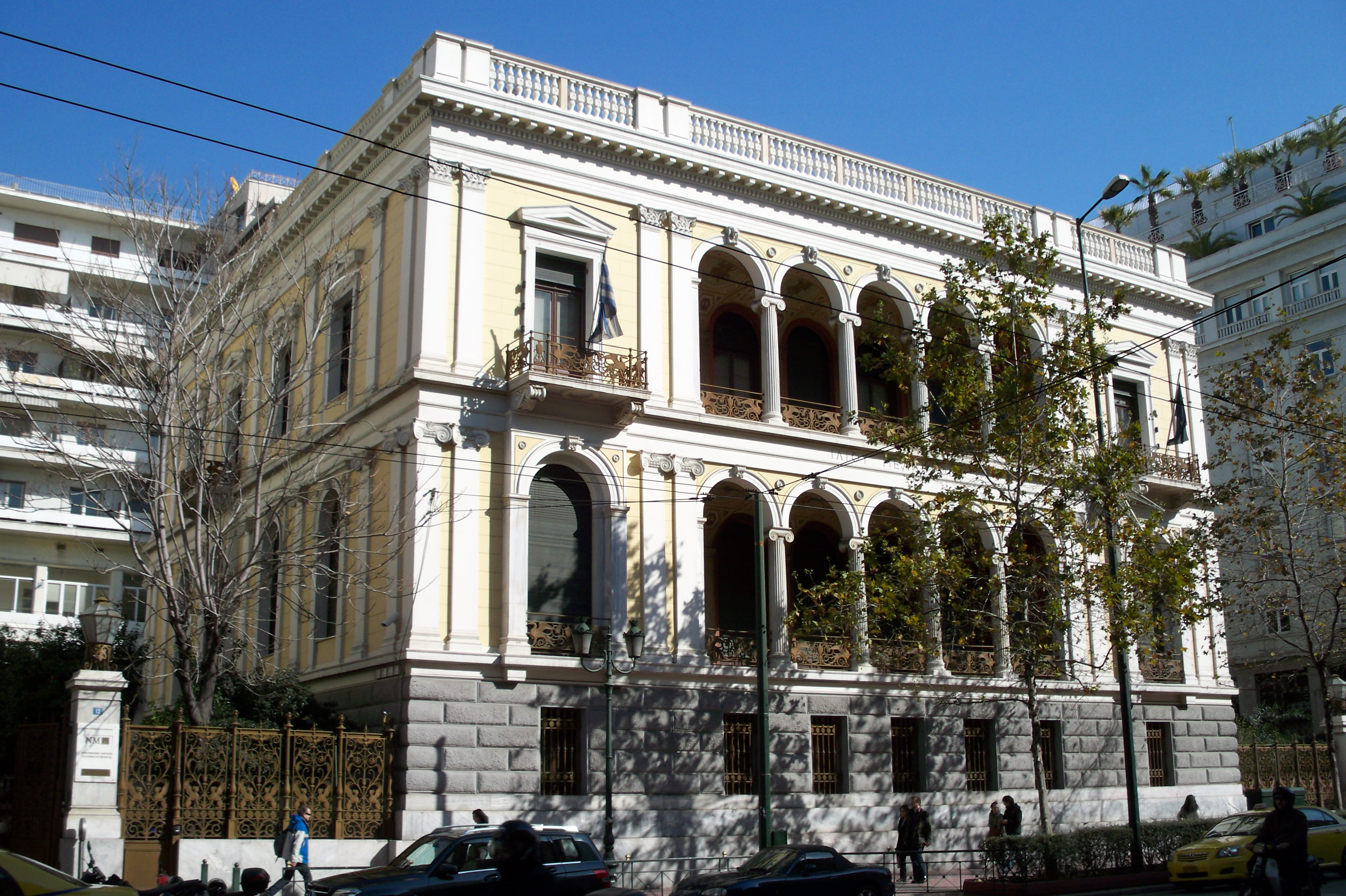
Iliou Melathron

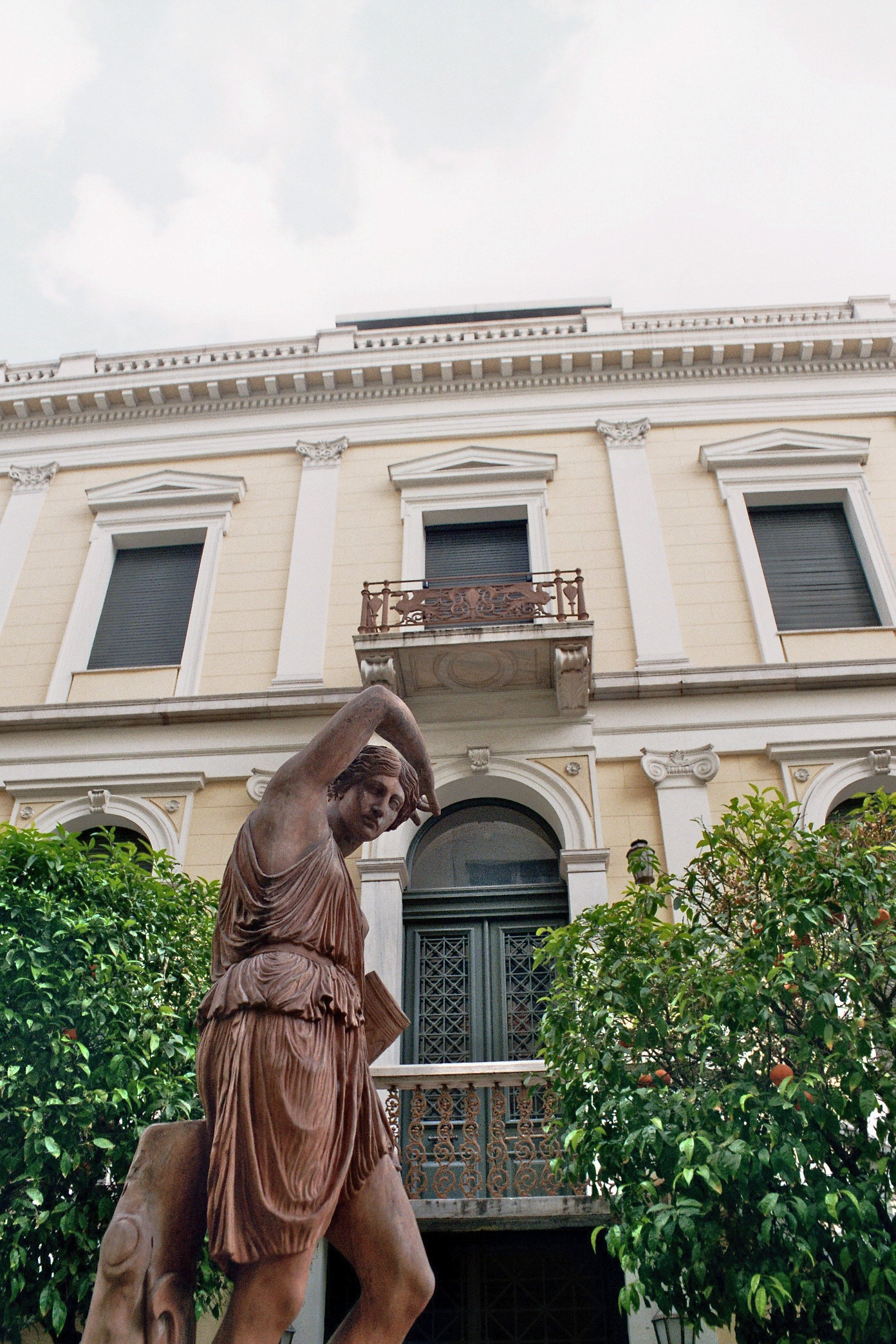
Eingangsseite des Gebäudes

Das Numismatische Museum (griechisch Νομισματικό Μουσείο) in Athen zeigt die Herstellung und Verbreitung von Münzen sowie das Zahlungswesen in der griechischen Antike. Im 2. Stock werden mittelalterliche europäische Münzen ausgestellt. Eine neue Abteilung widmet sich der Währungsunion. Das Museum ist heute im früheren Wohnhaus von Heinrich Schliemann untergebracht, dem Iliou Melathron, das von Ernst Ziller entworfen wurde.

## Geschichte

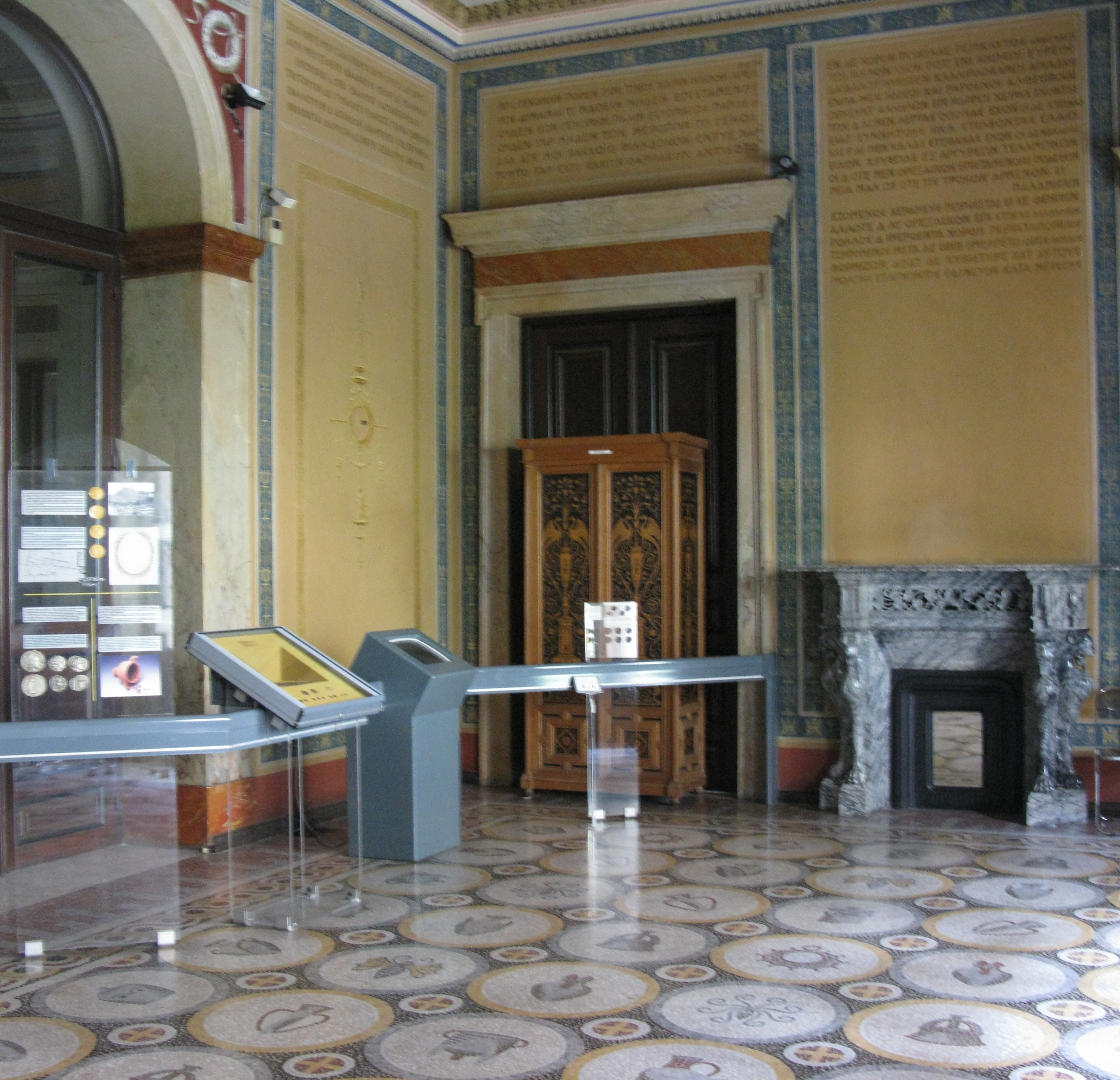
Innenansicht der Ausstellungsräume

Kurz nach der Unabhängigkeit Griechenlands im 19. Jahrhundert wurden vom Staat erste Münzsammlungen in Ägina zusammengestellt. Die Sammlung wurde kontinuierlich durch archäologische Ausgrabungen, Aufkäufe und Spenden erweitert. Die Gründung des Museums geht auf das Jahr 1834 zurück, zu dieser Zeit wurde auch das Archäologische Nationalmuseum eingerichtet.
Im Laufe der Jahre wurde das Museum durch mehrere Verordnungen und Gesetze zu einem unabhängigen Institut. Anfangs war die Sammlung Bestandteil der Staatsbibliothek Griechenlands, wo sie zuerst präsentiert wurde. 1946 wurde die Kollektion in das Archäologische Nationalmuseum integriert. Das Museum wurde erstmals 1893 und dann noch einmal 1965 zu einem eigenständigen Institut erklärt. Seit Dezember 1998 befindet sich die Ausstellung am jetzigen Ort.

### Direktoren
- Andreas Moustoxydis (1829–1832)
- Christian Giede (1834–1836)
- Ludwig Ross (1836–1837)
- Kyriakos Pittakis (1837–1842)
- Georgios Gennadios (1842–1843)
- Georgios Kozakis (1843–1856)
- Achilleas Postolakas (1856–1888)
- Ioannis N. Svoronos (1890–1922)
- Georgios Oikonomos (1923–1928)
- Konstantinos Konstandopoulos (1928–1940)
- Ioannis Miliadis (1940)
- Irini Varoucha-Christodoulopoulou (1940–1963)
- Mando Oeconomides (Μάντω Καραμεσίνη–Οικονομίδου) (1964–1994)
- Ioannis Touratsoglou (1994–2002)
- Despina Evgenidou (seit 2002)

## Ausstattung
Die Sammlung des Museums verfügt über 600.000 Einzelstücke, hauptsächlich Münzen, aber auch Medaillen, Standardgewichte, Prägestempel, Marken und andere Stücke vom 14. Jahrhundert v. Chr. bis in unsere Zeit. Die Sammlung wurde analog zur Geschichte der Münzprägung chronologisch angeordnet. Das Museum hält eine sehr wichtige Sammlung von Münzen aus dem 6. Jahrhundert v. Chr. bis zum Ende der Antike bereit, von der Epoche der griechischen Poleis bis hin zur hellenistischen und römischen Periode, daneben auch die Mittelalterliche und Byzantinische Hauptsammlung von West- und Osteuropa und dem Osmanischen Reich, außerdem aus aller Welt.
Einen Großteil der Sammlung machen Münzen aus, die in Depotfunden entdeckt wurden, während der Rest aus der ursprünglichen Sammlung von Aegina stammt oder aus neueren Ausgrabungen auf dem Festland Griechenlands und Spenden kommt.
Die Sammlung von Heinrich Schliemann befindet sich in Raum II, diese Abteilung würdigt sein Leben, präsentiert seine numismatische Sammlung und das Werk von Ernst Ziller, dem Architekten des Gebäudes. Die Sammlung von Schliemann, die dem Museum von seiner Frau Sophia Schliemann (griechisch Σοφία Σλήμαν)  gespendet wurde, besteht aus 166 Münzen hauptsächlich aus Troja.
Neben der Sammlung gibt es im Haus eine Bibliothek zur Münzgeschichte (12.500 Bücher), ein Archiv, sowie ein eigenes aufwändig ausgestattetes Labor zur Klassifizierung und Konservierung historischer Münzen.

## Kleine Auswahl aus der Sammlung

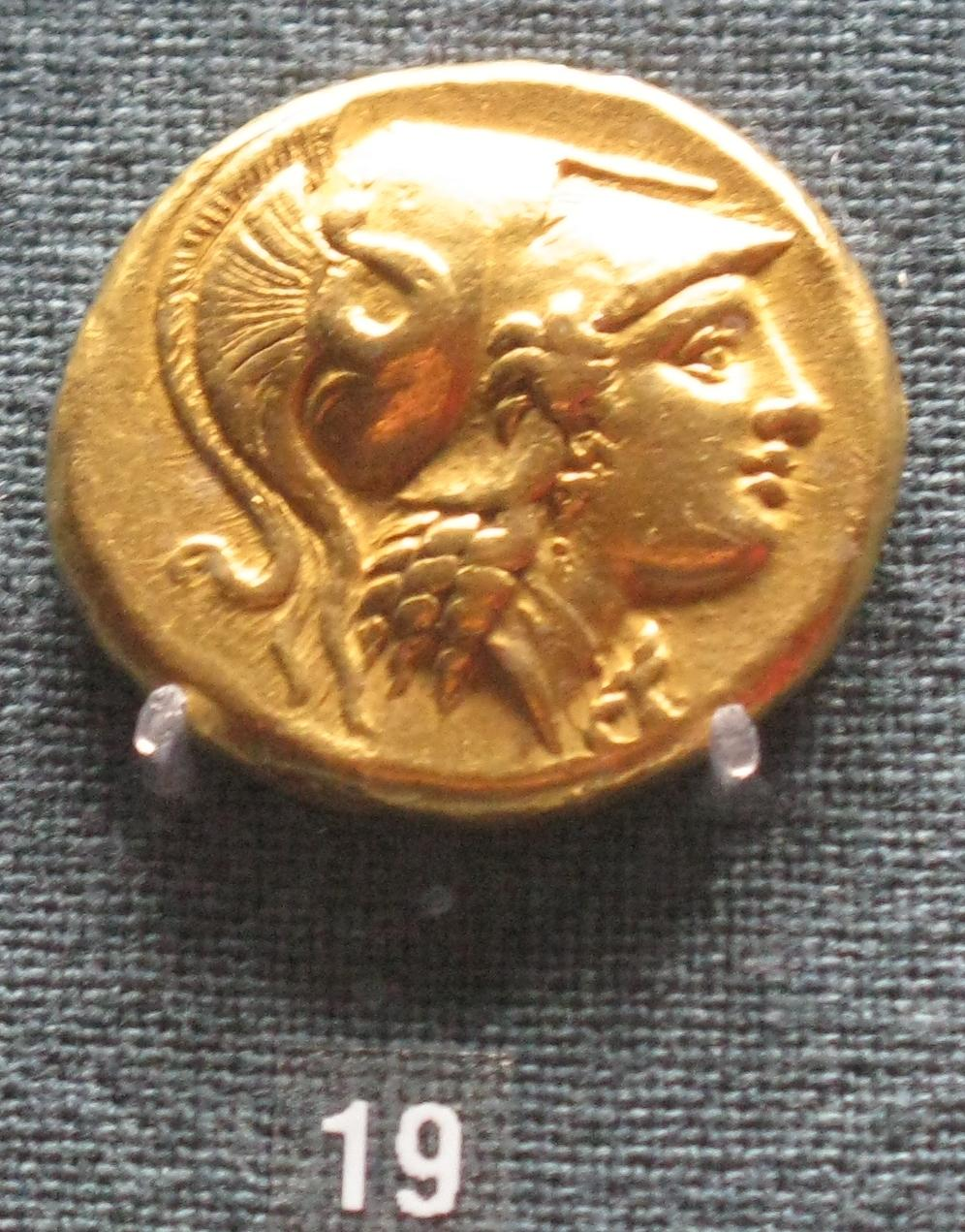
Doppelstater Gold mit Profilansicht Alexander des Großen - Ἀλέξανδρος Γ'
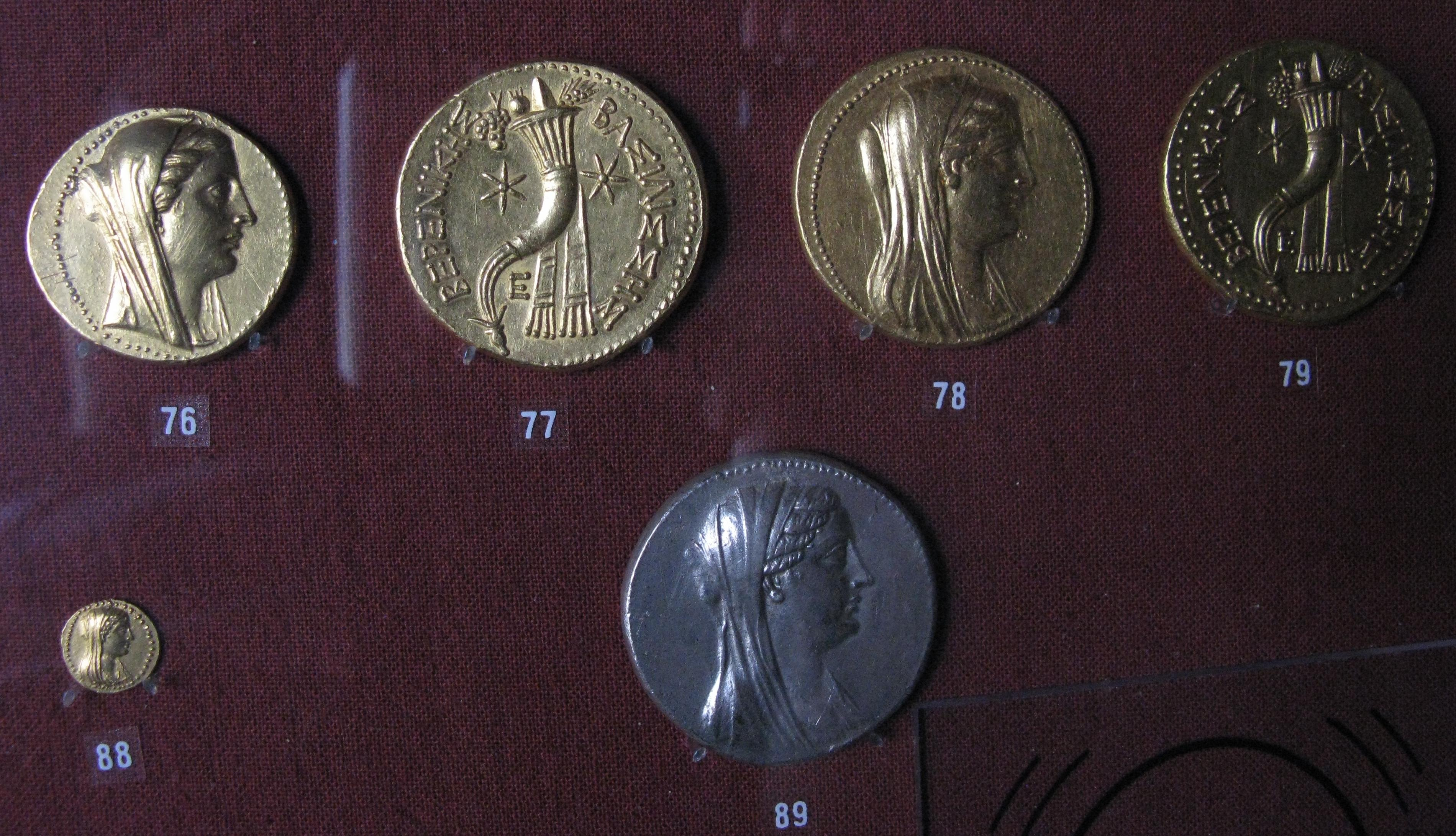
Alexandrinische Münzen aus der Zeit Ptolemaios III. Euergetes - Sammlung von J. Demetriou
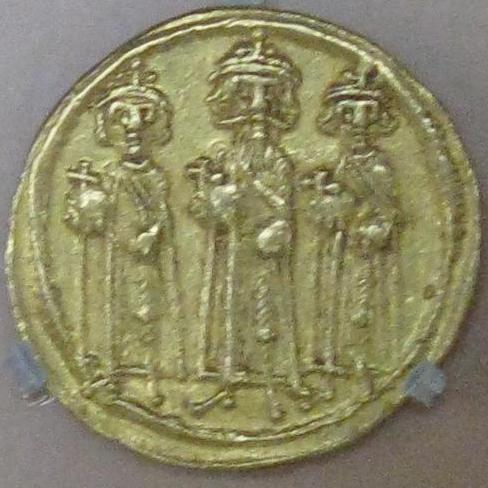
Solidus des byzantinischen Kaisers Herakleios, frühes Mittelalter
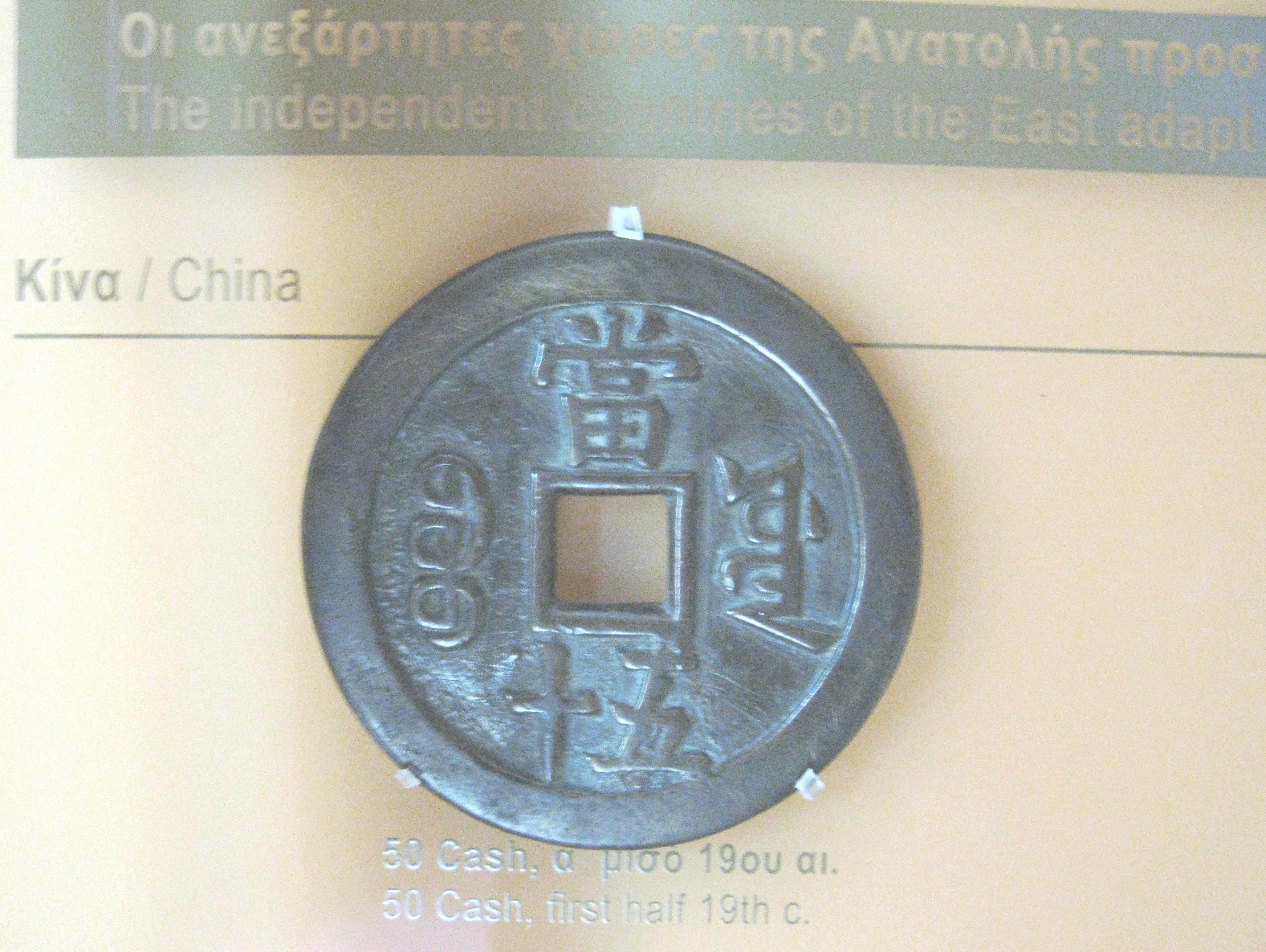
Chinesische Münze, 1. Hälfte 19. Jahrhundert
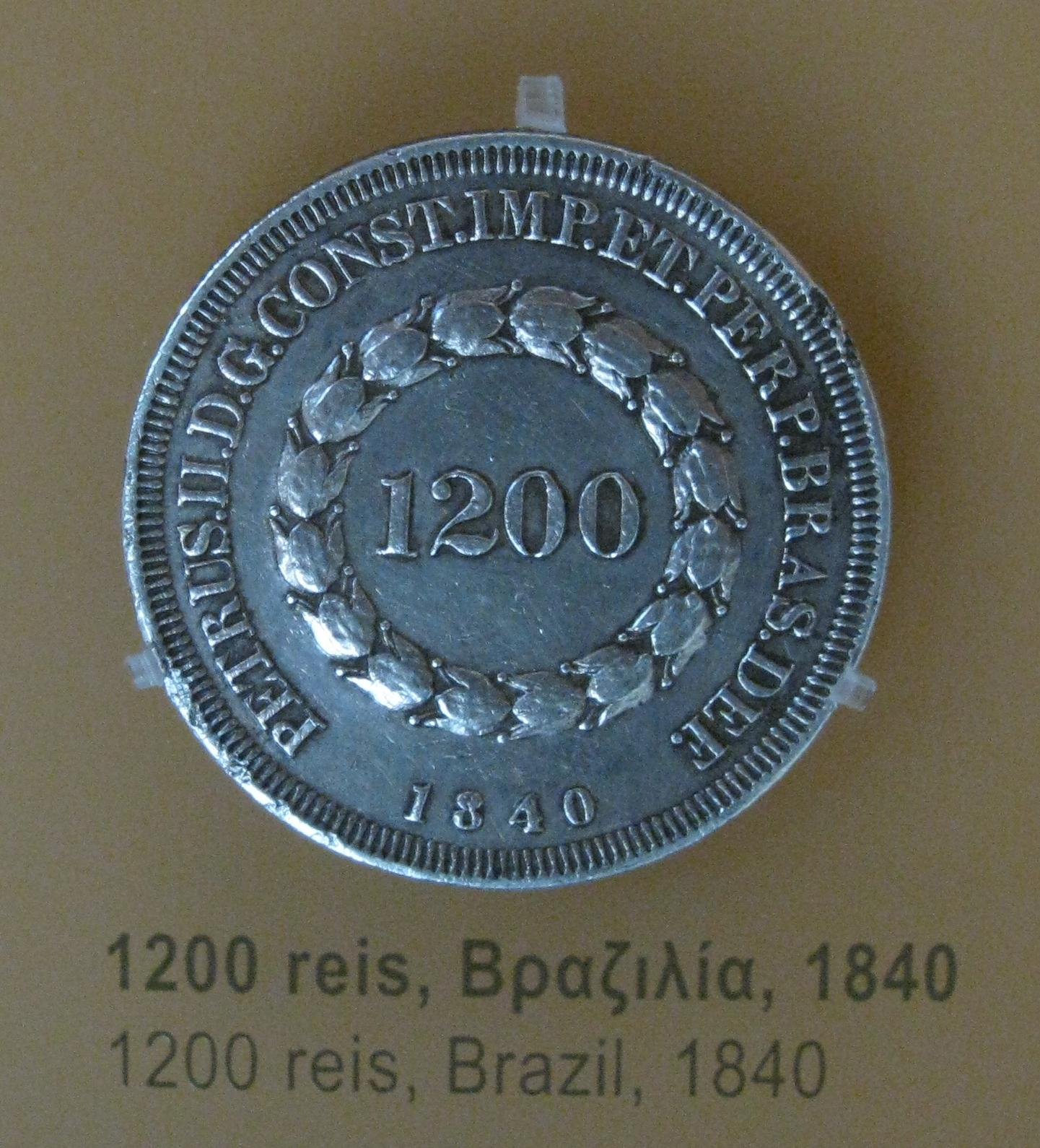
1200 Brasilianische Réis, 1840
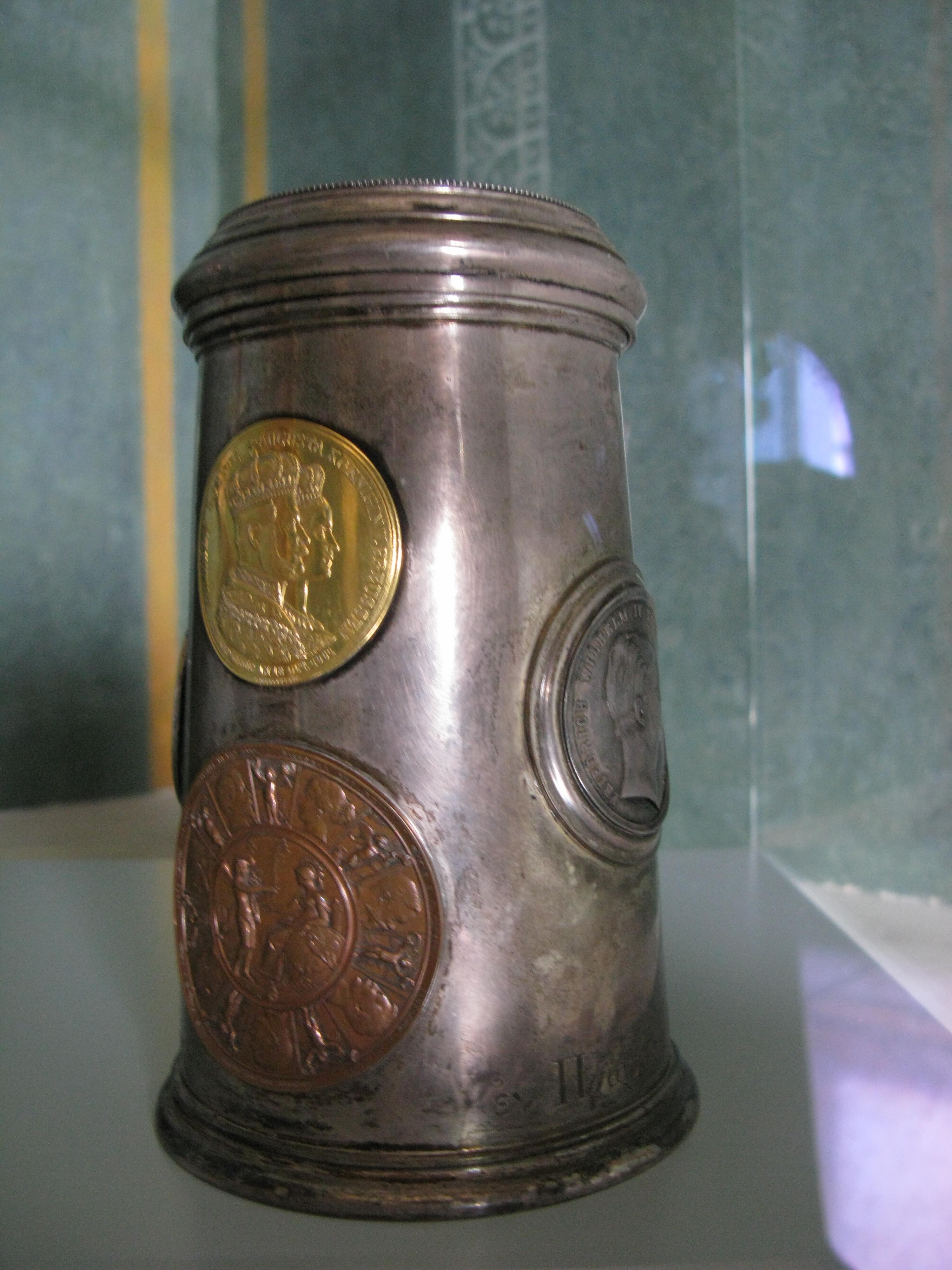
Pokal mit eingelegten preußischen Medaillen, 1866

## Standort und Besucherinformation
Das Numismatische Museum befindet sich in der Panepistimiou (Universitätsstr.) 12 in der Nähe des Syntagma-Platzes, dort liegt auch die U-Bahn-Station Syntagma. Es gibt einen Museumsladen und ein Kaffeehaus im Garten.